# Major League Soccer de 2022
A temporada 2022 da Major League Soccer foi a 110ª temporada de futebol sancionada pela FIFA nos Estados Unidos e no Canadá, a 44ª como primeira divisão nacional na América do Norte e a 26ª temporada da Major League Soccer. A temporada regular começou em 26 de fevereiro de 2022 e terminará em 5 de novembro.
Charlotte FC ingressou na liga como uma franquia de expansão, elevando o número total de clubes para 28.
O New York City FC é o atual campeão competição, enquanto que o New England Revolution é o atual vencedor do Supporters' Shield.

## Regulamento

### Formato da temporada regular
Os 28 clubes se dividem em 2 conferências (Oeste e Leste) de 14 clubes cada. Assim, cada clube jogará 34 jogos, incluindo 17 jogos em casa e 17 jogos fora. O sistema de jogos para essa temporada foi decidido da seguinte forma:
- Todos os times de cada Conferência irão se enfrentar 2 vezes, como visitante e mandante.
- Cada equipe irá jogar contra 8 times da outra Conferência.

O mais bem colocado de cada conferência está garantido nas semifinais de conferência da MLS e classificado para a Liga dos Campeões da CONCACAF de 2022. Do 2º aos 7º colocados de cada conferência jogam as quartas de final de conferência da MLS.

### Critérios de desempate
| Os critérios de desempate são, nessa ordem: 1. Pontos 2. Total de vitórias 3. Saldo de gols 4. Gols marcados 5. Menos pontos disciplinários 6. Gols marcador como visitante 7. Gols marcados como mandante 8. Cara ou coroa (2 times) ou sorteio (3 ou mais clubes) | Pontos disciplinários foram decididos como segue: 1. Falta (1 ponto) 2. Aviso da área técnica (2 pontos) 3. Cartão amarelo (3 pontos) 4. Segundo cartão amarelo (7 pontos) 5. Cartão vermelho (7 pontos) 6. Demissão do técnico (7 pontos) 7. Alguma disciplina suplementar (8 pontos) |

## Participantes
| Equipe               | Cidade        | Treinador         | Estádio (Mando)            | Capacidade | Títulos            |
| -------------------- | ------------- | ----------------- | -------------------------- | ---------- | ------------------ |
| Austin FC            | Austin        | Josh Wolff        | Q2 Stadium                 | 20,500     | 0 (Não Possui)     |
| Colorado Rapids      | Commerce City | Robin Fraser      | Dick's Sporting Goods Park | 18.061     | 1 (último em 2010) |
| FC Dallas            | Frisco        | Nico Estévez      | Toyota Stadium             | 20.500     | 0 (Não Possui)     |
| Houston Dynamo       | Houston       | Paulo Nagamura    | BBVA Stadium               | 22.039     | 2 (último em 2007) |
| LA Galaxy            | Los Angeles   | Greg Vanney       | Dignity Health Sports Park | 27.000     | 5 (último em 2014) |
| Los Angeles FC       | Los Angeles   | Steve Cherundolo  | Banc of California Stadium | 22.000     | 0 (Não Possui)     |
| Minnesota United     | Saint Paul    | Adrian Heath      | Allianz Field              | 19.400     | 0 (Não Possui)     |
| Nashville SC         | Nashville     | Gary Smith        | Nissan Stadium             | 60.000     | 0 (Não Possui)     |
| Portland Timbers     | Portland      | Giovanni Savarese | Providence Park            | 25.218     | 1 (último em 2015) |
| Real Salt Lake       | Sandy         | Pablo Mastroeni   | Rio Tinto Staduim          | 20.213     | 1 (último em 2009) |
| San Jose Earthquakes | San José      | Alex Covelo       | Avaya Stadium              | 18.000     | 2 (último em 2003) |
| Seattle Sounders     | Seattle       | Brian Schmetzer   | CenturyLink Field          | 39.419     | 2 (último em 2019) |
| Sporting Kansas City | Kansas City   | Peter Vermes      | Children's Mercy Park      | 18.467     | 2 (último em 2013) |
| Vancouver Whitecaps  | Vancouver     | Vanni Sartini     | BC Place                   | 22.120     | 0 (Não Possui)     |

| Equipe                 | Cidade           | Treinador           | Estádio (Mando)         | Capacidade | Títulos            |
| ---------------------- | ---------------- | ------------------- | ----------------------- | ---------- | ------------------ |
| Atlanta United         | Atlanta          | Gonzalo Pineda      | Mercedez-Benz Stadium   | 71.000     | 1 (último em 2018) |
| Charlotte FC           | Charlotte        | Christian Lattanzio | Bank of America Stadium | 73.778     | 0 (Não Possui)     |
| Chicago Fire           | Bridgeview       | Ezra Hendrickson    | Soldier Field           | 61.500     | 1 (último em 1998) |
| Cincinnati             | Cincinnati       | Pat Noonan          | Nippert Stadium         | 32.250     | 0 (Não Possui)     |
| Columbus Crew          | Columbus         | Caleb Porter        | Mapfre Stadium          | 19.968     | 2 (último em 2020) |
| D.C. United            | Washington, D.C. | Wayne Rooney        | Audi Field              | 20.000     | 4 (último em 2004) |
| Inter Miami CF         | Miami            | Phil Neville        | Lockhart Stadium        | 18.000     | 0 (Não Possui)     |
| Montreal Impact        | Montreal         | Wilfried Nancy      | Estádio Saputo          | 20.801     | 0 (Não Possui)     |
| New England Revolution | Foxborough       | Bruce Arena         | Gillette Stadium        | 20.000     | 0 (Não Possui)     |
| New York City FC       | Nova Iorque      | Nick Cushing        | Yankee Stadium          | 30.321     | 1 (último em 2021) |
| New York Red Bulls     | Harrison         | Gerhard Struber     | Red Bull Arena          | 25.000     | 0 (Não Possui)     |
| Orlando City SC        | Orlando          | Oscar Pareja        | Exploria Stadium        | 25.250     | 0 (Não Possui)     |
| Philadelphia Union     | Filadélfia       | Jim Curtin          | Talen Energy Stadium    | 18.500     | 0 (Não Possui)     |
| Toronto FC             | Toronto          | Bob Bradley         | BMO Field               | 30.000     | 1 (último em 2017) |

## Temporada regular

### Conferencia Oeste
| Pos | Equipe               | Pts | J  | V  | E  | D  | GP | GC | SG  | Classificação                                                         |
| --- | -------------------- | --- | -- | -- | -- | -- | -- | -- | --- | --------------------------------------------------------------------- |
| 1   | Los Angeles FC       | 67  | 34 | 21 | 4  | 9  | 66 | 38 | +28 | Classificado para as semifinais da Conferência Oeste                  |
| 2   | Austin FC            | 56  | 34 | 16 | 8  | 10 | 65 | 49 | +16 | Classificado para o primeiro round dos play-offs da Conferência Oeste |
| 3   | FC Dallas            | 53  | 34 | 14 | 11 | 9  | 48 | 37 | +11 | Classificado para o primeiro round dos play-offs da Conferência Oeste |
| 4   | LA Galaxy            | 50  | 34 | 14 | 8  | 12 | 58 | 51 | +7  | Classificado para o primeiro round dos play-offs da Conferência Oeste |
| 5   | Nashville SC         | 50  | 34 | 13 | 11 | 10 | 52 | 41 | +11 | Classificado para o primeiro round dos play-offs da Conferência Oeste |
| 6   | Minnesota United     | 48  | 34 | 14 | 6  | 14 | 48 | 51 | −3  | Classificado para o primeiro round dos play-offs da Conferência Oeste |
| 7   | Real Salt Lake       | 47  | 34 | 12 | 11 | 11 | 43 | 45 | −2  | Classificado para o primeiro round dos play-offs da Conferência Oeste |
| 8   | Portland Timbers     | 46  | 34 | 11 | 13 | 10 | 53 | 53 | 0   |                                                                       |
| 9   | Vancouver Whitecaps  | 43  | 34 | 12 | 7  | 15 | 40 | 57 | −17 |                                                                       |
| 10  | Colorado Rapids      | 43  | 34 | 11 | 10 | 13 | 46 | 57 | −11 |                                                                       |
| 11  | Seattle Sounders     | 41  | 34 | 12 | 5  | 17 | 47 | 46 | +1  |                                                                       |
| 12  | Sporting Kansas City | 40  | 34 | 11 | 7  | 16 | 42 | 54 | −12 |                                                                       |
| 13  | Houston Dynamo       | 36  | 34 | 10 | 6  | 18 | 43 | 56 | −13 |                                                                       |
| 14  | San Jose Earthquakes | 35  | 34 | 8  | 11 | 15 | 52 | 69 | −17 |                                                                       |

### Conferência Leste
| Pos | Equipe                 | Pts | J  | V  | E  | D  | GP | GC | SG  | Classificação                                                         |
| --- | ---------------------- | --- | -- | -- | -- | -- | -- | -- | --- | --------------------------------------------------------------------- |
| 1   | Philadelphia Union     | 67  | 34 | 19 | 10 | 5  | 72 | 26 | +46 | Classificado para as semifinais da Conferência Leste                  |
| 2   | Montreal Impact        | 65  | 34 | 20 | 5  | 9  | 63 | 50 | +13 | Classificado para o primeiro round dos play-offs da Conferência Leste |
| 3   | New York City FC       | 55  | 34 | 16 | 7  | 11 | 57 | 41 | +16 | Classificado para o primeiro round dos play-offs da Conferência Leste |
| 4   | New York Red Bulls     | 53  | 34 | 15 | 8  | 11 | 50 | 41 | +9  | Classificado para o primeiro round dos play-offs da Conferência Leste |
| 5   | Cincinnati             | 49  | 34 | 12 | 13 | 9  | 64 | 56 | +8  | Classificado para o primeiro round dos play-offs da Conferência Leste |
| 6   | Inter Miami CF         | 48  | 34 | 14 | 6  | 14 | 47 | 56 | −9  | Classificado para o primeiro round dos play-offs da Conferência Leste |
| 7   | Orlando City SC        | 48  | 34 | 14 | 6  | 14 | 44 | 53 | −9  | Classificado para o primeiro round dos play-offs da Conferência Leste |
| 8   | Columbus Crew          | 46  | 34 | 10 | 16 | 8  | 46 | 41 | +5  |                                                                       |
| 9   | Charlotte FC           | 42  | 34 | 13 | 3  | 18 | 44 | 52 | −8  |                                                                       |
| 10  | New England Revolution | 42  | 34 | 10 | 12 | 12 | 47 | 50 | −3  |                                                                       |
| 11  | Atlanta United         | 40  | 34 | 10 | 10 | 14 | 48 | 54 | −6  |                                                                       |
| 12  | Chicago Fire           | 39  | 34 | 10 | 9  | 15 | 39 | 48 | −9  |                                                                       |
| 13  | Toronto FC             | 34  | 34 | 9  | 7  | 18 | 49 | 66 | −17 |                                                                       |
| 14  | D.C. United            | 27  | 34 | 7  | 6  | 21 | 36 | 71 | −35 |                                                                       |

## Playoffs
|  | Quartas de Final da Conferência 15-17 de outubro | Quartas de Final da Conferência 15-17 de outubro | Quartas de Final da Conferência 15-17 de outubro |                    |                    | Semifinais da Conferência 20 e 23 de outubro | Semifinais da Conferência 20 e 23 de outubro | Semifinais da Conferência 20 e 23 de outubro |  |  | Finais da Conferência 30 de outubro | Finais da Conferência 30 de outubro | Finais da Conferência 30 de outubro |  |  | MLS Cup 5 de novembro | MLS Cup 5 de novembro | MLS Cup 5 de novembro |  |
|  |                                                  |                                                  |                                                  |                    |                    |                                              |                                              |                                              |  |  |                                     |                                     |                                     |  |  |                       |                       |                       |  |
|  | Califórnia                                       | Los Angeles FC                                   | -                                                |                    |                    |                                              |                                              |                                              |  |  |                                     |                                     |                                     |  |  |                       |                       |                       |  |
|  | Califórnia                                       | Los Angeles FC                                   | -                                                |                    |                    |                                              |                                              |                                              |  |  |                                     |                                     |                                     |  |  |                       |                       |                       |  |
|  |                                                  | -                                                | -                                                |                    |                    |                                              |                                              |                                              |  |  |                                     |                                     |                                     |  |  |                       |                       |                       |  |
|  |                                                  | -                                                | -                                                | Califórnia         | Los Angeles FC     | 3                                            |                                              |                                              |  |  |                                     |                                     |                                     |  |  |                       |                       |                       |  |
|  |                                                  |                                                  |                                                  | Califórnia         | Los Angeles FC     | 3                                            |                                              |                                              |  |  |                                     |                                     |                                     |  |  |                       |                       |                       |  |
|  |                                                  |                                                  | Califórnia                                       | LA Galaxy          | 2                  |                                              |                                              |                                              |  |  |                                     |                                     |                                     |  |  |                       |                       |                       |  |
|  | Califórnia                                       | LA Galaxy                                        | Califórnia                                       | LA Galaxy          | 2                  | 1                                            |                                              |                                              |  |  |                                     |                                     |                                     |  |  |                       |                       |                       |  |
|  | Califórnia                                       | LA Galaxy                                        |                                                  |                    |                    |                                              |                                              |                                              |  |  |                                     |                                     |                                     |  |  |                       |                       |                       |  |
|  | Tennessee                                        | Nashville SC                                     | 0                                                |                    |                    |                                              |                                              |                                              |  |  |                                     |                                     |                                     |  |  |                       |                       |                       |  |
|  | Tennessee                                        | Nashville SC                                     | 0                                                |                    | Califórnia         | Los Angeles FC                               | 3                                            |                                              |  |  |                                     |                                     |                                     |  |  |                       |                       |                       |  |
|  | Conferência Oeste                                |                                                  |                                                  |                    | Califórnia         | Los Angeles FC                               | 3                                            |                                              |  |  |                                     |                                     |                                     |  |  |                       |                       |                       |  |
|  |                                                  |                                                  | Texas                                            | Austin FC          | 0                  |                                              |                                              |                                              |  |  |                                     |                                     |                                     |  |  |                       |                       |                       |  |
|  | Texas                                            | Austin FC                                        | Texas                                            | Austin FC          | 0                  | 2(3)                                         |                                              |                                              |  |  |                                     |                                     |                                     |  |  |                       |                       |                       |  |
|  | Texas                                            | Austin FC                                        |                                                  |                    |                    |                                              |                                              |                                              |  |  |                                     |                                     |                                     |  |  |                       |                       |                       |  |
|  | Utah                                             | Real Salt Lake                                   | 2(1)                                             |                    |                    |                                              |                                              |                                              |  |  |                                     |                                     |                                     |  |  |                       |                       |                       |  |
|  | Utah                                             | Real Salt Lake                                   | 2(1)                                             |                    | Texas              | Austin FC                                    | 2                                            |                                              |  |  |                                     |                                     |                                     |  |  |                       |                       |                       |  |
|  |                                                  |                                                  |                                                  |                    | Texas              | Austin FC                                    | 2                                            |                                              |  |  |                                     |                                     |                                     |  |  |                       |                       |                       |  |
|  |                                                  |                                                  | Texas                                            | FC Dallas          | 1                  |                                              |                                              |                                              |  |  |                                     |                                     |                                     |  |  |                       |                       |                       |  |
|  | Texas                                            | FC Dallas                                        | Texas                                            | FC Dallas          | 1                  | 1(5)                                         |                                              |                                              |  |  |                                     |                                     |                                     |  |  |                       |                       |                       |  |
|  | Texas                                            | FC Dallas                                        |                                                  |                    |                    |                                              |                                              |                                              |  |  |                                     |                                     |                                     |  |  |                       |                       |                       |  |
|  | Minnesota                                        | Minnesota United                                 | 1(4)                                             |                    |                    |                                              |                                              |                                              |  |  |                                     |                                     |                                     |  |  |                       |                       |                       |  |
|  | Minnesota                                        | Minnesota United                                 | 1(4)                                             |                    | Califórnia         | Los Angeles FC                               | 3(3)                                         |                                              |  |  |                                     |                                     |                                     |  |  |                       |                       |                       |  |
|  |                                                  |                                                  |                                                  |                    |                    |                                              |                                              |                                              |  |  |                                     |                                     |                                     |  |  |                       |                       |                       |  |
|  |                                                  |                                                  | Pensilvânia                                      | Philadelphia Union | 3(0)               |                                              |                                              |                                              |  |  |                                     |                                     |                                     |  |  |                       |                       |                       |  |
|  | Pensilvânia                                      | Philadelphia Union                               | Pensilvânia                                      | Philadelphia Union | 3(0)               | -                                            |                                              |                                              |  |  |                                     |                                     |                                     |  |  |                       |                       |                       |  |
|  | Pensilvânia                                      | Philadelphia Union                               |                                                  |                    |                    |                                              |                                              |                                              |  |  |                                     |                                     |                                     |  |  |                       |                       |                       |  |
|  |                                                  | -                                                | -                                                |                    |                    |                                              |                                              |                                              |  |  |                                     |                                     |                                     |  |  |                       |                       |                       |  |
|  |                                                  | -                                                | -                                                | Pensilvânia        | Philadelphia Union | 1                                            |                                              |                                              |  |  |                                     |                                     |                                     |  |  |                       |                       |                       |  |
|  |                                                  |                                                  |                                                  | Pensilvânia        | Philadelphia Union | 1                                            |                                              |                                              |  |  |                                     |                                     |                                     |  |  |                       |                       |                       |  |
|  |                                                  |                                                  | Ohio                                             | Cincinnati         | 0                  |                                              |                                              |                                              |  |  |                                     |                                     |                                     |  |  |                       |                       |                       |  |
|  | Nova Iorque (estado)                             | New York Red Bulls                               | Ohio                                             | Cincinnati         | 0                  | 1                                            |                                              |                                              |  |  |                                     |                                     |                                     |  |  |                       |                       |                       |  |
|  | Nova Iorque (estado)                             | New York Red Bulls                               |                                                  |                    |                    |                                              |                                              |                                              |  |  |                                     |                                     |                                     |  |  |                       |                       |                       |  |
|  | Ohio                                             | Cincinnati                                       | 2                                                |                    |                    |                                              |                                              |                                              |  |  |                                     |                                     |                                     |  |  |                       |                       |                       |  |
|  | Ohio                                             | Cincinnati                                       | 2                                                |                    | Pensilvânia        | Philadelphia Union                           | 3                                            |                                              |  |  |                                     |                                     |                                     |  |  |                       |                       |                       |  |
|  | Conferência Leste                                |                                                  |                                                  |                    | Pensilvânia        | Philadelphia Union                           | 3                                            |                                              |  |  |                                     |                                     |                                     |  |  |                       |                       |                       |  |
|  |                                                  |                                                  | Nova Iorque (estado)                             | New York City FC   | 1                  |                                              |                                              |                                              |  |  |                                     |                                     |                                     |  |  |                       |                       |                       |  |
|  | Canadá                                           | Montreal Impact                                  | Nova Iorque (estado)                             | New York City FC   | 1                  | 2                                            |                                              |                                              |  |  |                                     |                                     |                                     |  |  |                       |                       |                       |  |
|  | Canadá                                           | Montreal Impact                                  |                                                  |                    |                    |                                              |                                              |                                              |  |  |                                     |                                     |                                     |  |  |                       |                       |                       |  |
|  | Flórida                                          | Orlando City SC                                  | 0                                                |                    |                    |                                              |                                              |                                              |  |  |                                     |                                     |                                     |  |  |                       |                       |                       |  |
|  | Flórida                                          | Orlando City SC                                  | 0                                                |                    | Canadá             | Montreal Impact                              | 1                                            |                                              |  |  |                                     |                                     |                                     |  |  |                       |                       |                       |  |
|  |                                                  |                                                  |                                                  |                    | Canadá             | Montreal Impact                              | 1                                            |                                              |  |  |                                     |                                     |                                     |  |  |                       |                       |                       |  |
|  |                                                  |                                                  | Nova Iorque (estado)                             | New York City FC   | 3                  |                                              |                                              |                                              |  |  |                                     |                                     |                                     |  |  |                       |                       |                       |  |
|  | Nova Iorque (estado)                             | New York City FC                                 | Nova Iorque (estado)                             | New York City FC   | 3                  | 3                                            |                                              |                                              |  |  |                                     |                                     |                                     |  |  |                       |                       |                       |  |
|  | Nova Iorque (estado)                             | New York City FC                                 |                                                  |                    |                    |                                              |                                              |                                              |  |  |                                     |                                     |                                     |  |  |                       |                       |                       |  |
|  | Flórida                                          | Inter Miami CF                                   | 0                                                |                    |                    |                                              |                                              |                                              |  |  |                                     |                                     |                                     |  |  |                       |                       |                       |  |

## Classificação Geral
O Los Angeles FC ganhou o título Supporters' Shield, pois terminou em 1º lugar na classificação geral da temporada. Essa é a 2ª vez que o time conquista o título, a outra foi em 2019.
| Pos | Equipe                 | Pts | J  | V  | E  | D  | GP | GC | SG  | Classificação                                             |
| --- | ---------------------- | --- | -- | -- | -- | -- | -- | -- | --- | --------------------------------------------------------- |
| 1   | Los Angeles FC (C)     | 67  | 34 | 21 | 4  | 9  | 66 | 38 | +28 | Classificado para a Liga dos Campeões da CONCACAF de 2023 |
| 2   | Philadelphia Union     | 67  | 34 | 19 | 10 | 5  | 72 | 26 | +46 | Classificado para a Liga dos Campeões da CONCACAF de 2023 |
| 3   | Montreal Impact        | 65  | 34 | 20 | 5  | 9  | 63 | 50 | +13 |                                                           |
| 4   | Austin FC              | 56  | 34 | 16 | 8  | 10 | 65 | 49 | +16 | Classificado para a Liga dos Campeões da CONCACAF de 2023 |
| 5   | New York City FC       | 55  | 34 | 16 | 7  | 11 | 57 | 41 | +16 |                                                           |
| 6   | New York Red Bulls     | 53  | 34 | 15 | 8  | 11 | 50 | 41 | +9  |                                                           |
| 7   | FC Dallas              | 53  | 34 | 14 | 11 | 9  | 48 | 37 | +11 |                                                           |
| 8   | LA Galaxy              | 50  | 34 | 14 | 8  | 12 | 58 | 51 | +7  |                                                           |
| 9   | Nashville SC           | 50  | 34 | 13 | 11 | 10 | 52 | 41 | +11 |                                                           |
| 10  | Cincinnati             | 49  | 34 | 12 | 13 | 9  | 64 | 56 | +8  |                                                           |
| 11  | Minnesota United       | 48  | 34 | 14 | 6  | 14 | 48 | 51 | −3  |                                                           |
| 12  | Inter Miami CF         | 48  | 34 | 14 | 6  | 14 | 47 | 56 | −9  |                                                           |
| 13  | Orlando City SC        | 48  | 34 | 14 | 6  | 14 | 44 | 53 | −9  | Classificado para a Liga dos Campeões da CONCACAF de 2023 |
| 14  | Real Salt Lake         | 47  | 34 | 12 | 11 | 11 | 43 | 45 | −2  |                                                           |
| 15  | Portland Timbers       | 46  | 34 | 11 | 13 | 10 | 53 | 53 | 0   |                                                           |
| 16  | Columbus Crew          | 46  | 34 | 10 | 16 | 8  | 46 | 41 | +5  |                                                           |
| 17  | Vancouver Whitecaps    | 43  | 34 | 12 | 7  | 15 | 40 | 57 | −17 | Classificado para a Liga dos Campeões da CONCACAF de 2023 |
| 18  | Colorado Rapids        | 43  | 34 | 11 | 10 | 13 | 46 | 57 | −11 |                                                           |
| 19  | Charlotte FC           | 42  | 34 | 13 | 3  | 18 | 44 | 52 | −8  |                                                           |
| 20  | New England Revolution | 42  | 34 | 10 | 12 | 12 | 47 | 50 | −3  |                                                           |
| 21  | Seattle Sounders       | 41  | 34 | 12 | 5  | 17 | 47 | 46 | +1  |                                                           |
| 22  | Sporting Kansas City   | 40  | 34 | 11 | 7  | 16 | 42 | 54 | −12 |                                                           |
| 23  | Atlanta United         | 40  | 34 | 10 | 10 | 14 | 48 | 54 | −6  |                                                           |
| 24  | Chicago Fire           | 39  | 34 | 10 | 9  | 15 | 39 | 48 | −9  |                                                           |
| 25  | Houston Dynamo         | 36  | 34 | 10 | 6  | 18 | 43 | 56 | −13 |                                                           |
| 26  | San Jose Earthquakes   | 35  | 34 | 8  | 11 | 15 | 52 | 69 | −17 |                                                           |
| 27  | Toronto FC             | 34  | 34 | 9  | 7  | 18 | 49 | 66 | −17 |                                                           |
| 28  | D.C. United            | 27  | 34 | 7  | 6  | 21 | 36 | 71 | −35 |                                                           |

1. ↑  Como campeão do Supporter' Shield 2022 e da MLS Cup 2022 (EUA1)
2. ↑  Como campeão da Conferência Leste 2022 (EUA2)
3. ↑  Como time melhor colocado da temporada que não esteja classificado (EUA3)
4. ↑  Como campeão da U.S. Open Cup de 2022 (EUA4)
5. ↑  Como campeão do Campeonato Canadense de Futebol de 2022 (CAN1)

## Premiação
| Major League Soccer de 2022 MLS Cup |
| ----------------------------------- |
| Los Angeles FC Campeão (1º título)  |